# Krasnyj
Krasnyj (ros. Kpacный) – osiedle typu miejskiego w Rosji, w obwodzie smoleńskim, u zbiegu rzek Mieriejki i Swinej (dopływ Mieriei), siedziba administracyjna rejonu krasninskiego. W 2010 roku liczyło ok. 4,3 tys. mieszkańców.

## Historia
Pierwsza wzmianka o Krasnym (pod nazwą Krasen) pojawiła się w 1165 r., kiedy to kniaź Dawid Rościsław osiedlając się w Witebsku, sprzedał miejscowość w udziale krewnemu, witebskiemu kniaziowi Romanowi. W latach 1508–1654 (z pewnymi przerwami) Krasnyj znajdował się na terenie województwa smoleńskiego. Od 1654 r. w granicach Rosji. Prawa miejskie od 1776 do 1945. Krasnyj leżał przy głównej drodze pocztowej Moskwa–Smoleńsk–Mińsk Litewski–Grodno–Białystok–Warszawa–Poznań–Berlin. Podczas inwazji na Rosję francuskiej Wielkiej Armii Krasnyj doświadczył dwóch bitew: najpierw przy wkroczeniu (sierpień 1812), następnie w dniach 15–18 listopada 1812, w czasie odwrotu Wielkiej Armii Napoleona Bonaparte. Armia rosyjska zadała tu resztkom wojsk Cesarstwa Francuskiego dotkliwe straty. W stulecie tamtych wydarzeń, w 1912 r. odsłonięto w Krasnym dwa pomniki. Natomiast w muzeum miejscowej tradycji otwarto trzy wystawy: „Wojna Ojczyźniana 1812”, „Wielka Wojna Ojczyźniana 1941–1945” oraz „Nowe Życie”.

## Literatura
- 'Рогачевский А. Л., К истории правового положения евреев в Смоленском воеводстве: привилей 1639 г. евреям г. Красного (из Литовской метрики) // Евреи пограничья: Смоленщина / Отв. ред. С. Амосова. М.: Центр научных работников и преподавателей иудаики в вузах «Сэфер», Институт славяноведения РАН, 2018. ISBN 978-5-7576-0394-0, С. 55–130.